# سایمون برودکین
سایمون برودکین (انگلیسی: Simon Brodkin) یک کمدین اهل انگلستان است. وی به دلیل بازی در نقش لی نلسون در چند مجموعه تلویزیونی شبکه بی‌بی‌سی سه شناخته میشود.